# Lê Trung Tuấn
Lê Trung Tuấn (sinh ngày 19 tháng 5 năm 1977) là Chủ tịch Hội đồng quản lý và là người sáng lập Viện Nghiên cứu Tâm lý người sử dụng ma túy PSD. Năm 2016, anh trở thành thành viên sáng lập Liên Hiệp Các Tổ chức Điều Trị Nghiện Thế giới ICARO với 48 quốc gia thành viên.
Lê Trung Tuấn là nhà nghiên cứu khoa học, được trao tặng bằng tiến sĩ và xác nhận kỷ lục thế giới, người từng nghiện ma túy đầu tiên trên thế giới bảo vệ thành công để tài nghiên cứu khoa học (Chống tái nghiện ma túy bằng trị liệu tâm lý).
Bên cạnh đó, anh cũng dành thời gian viết ra những cuốn sách:
- Nẻo về (Nhà xuất bản Công an nhân dân, 2013).
- Trải nghiệm trong thế giới vô hình (Nhà xuất bản Hội nhà văn, 2017).
- Người về từ lửa đạn (Nhà xuất bản văn học, 2021)

## Xuất thân
- Lê Trung Tuấn sinh ra trong một gia đình gia giáo, có truyền thống cách mạng. Cha là Lê Văn Thùy (sinh ra ở xã Yên Lộc, Kim Sơn, Ninh Bình), từng là sĩ quan quân đội. Mẹ là bác sĩ Lương Thị Vân, từng là Chủ nhiệm khoa Sản, Bệnh viện Duy Tiên (tỉnh Hà Nam).
- Gia đình có ba anh chị em, một chị gái tên Thúy và một anh trai nuôi tên Kiên (mẹ anh sau 6 lần sẩy thai mới sinh được anh nên trước đó đã nhận con nuôi cho nó "đứng đầu đứng số" theo quan niệm duy tâm).[1]

## Giáo dục
- Sau khi tốt nghiệp cấp 3, Lê Trung Tuấn thi đỗ Trường Cao đẳng Quản trị Kinh doanh (nay là trường Đại học Tài chính - Quản trị kinh doanh thuộc Bộ Tài chính). Tuy nhiên, anh buộc phải thôi học khi sự nghiệp đèn sách đang còn dang dở do có dính líu tới ma túy.
- Lê Trung Tuấn nghiện ma túy từ năm 1996 và đã ngừng sử dụng ma túy vào ngày 23 tháng 2 năm 2001 sau khi chết lâm sàng 7 giờ đồng hồ.

## Sự nghiệp
- Từ năm 2009 Lê Trung Tuấn đã thành lập công ty Về Nguồn hoạt động theo mô hình doanh nghiệp xã hội, đến nay đã hình thành tập đoàn PSD với 8 công ty thành viên và hoạt động hoàn toàn theo mô hình doanh nghiệp xã hội. Trong hệ thống các công ty của PSD hiện có hơn 100 người cai nghiện thành công có việc làm và ổn định cuộc sống.
- Từ năm 2013 đến nay anh được giao nhiệm vụ Chủ tịch HĐQL và là người sáng lập ra Viện Nghiên cứu tâm lý người sử dụng ma túy (PSD), viện PSD hoạt động hoàn toàn phi lợi nhuận.
- Năm 2016, Lê Trung Tuấn trở thành thành viên sáng lập Liên Hiệp Các Tổ chức Điều Trị Nghiện Thế giới ICARO với 48 quốc gia thành viên.
- Từ năm 2013-2017, Lê Trung Tuấn đã bảo vệ thành công đề tài khoa học (Chống tái nghiện ma túy bằng trị liệu tâm lý).[2] Đề tài đã thử nghiệm trên hàng trăm người, kết quả đến nay trên 60% không tái nghiện trở lại.
- Năm 2017, anh và các nhà khoa học biên soạn và phát hành bộ sách Công cụ đánh giá tâm lý người sử dụng ma túy, sách Tâm lý người sử dụng ma túy. Cùng năm, anh đã phối hợp cùng Bộ Lao động thương binh và xã hội thành lập Mạng lưới người cai nghiện thành công Việt Nam với 3.200 thành viên, và được bầu làm chủ tịch mạng lưới.
- Năm 2017, Liên minh các tổ chức kỷ lục thế giới, Viện nghiên cứu các nội dung kỷ lục thế giới, trao tặng Lê Trung Tuấn bằng tiến sĩ danh dự và xác nhận kỷ lục thế giới, Người từng nghiện ma túy đầu tiên trên thế giới bảo vệ thành công đề tài (Chống tái nghiện ma túy bằng trị liệu tâm lý).
- Từ năm 2013-2018, anh đã giảng dạy về các kỹ năng phòng chống ma túy và kỹ năng chống tái nghiện ma túy ở 14 quốc gia.
- Năm 2018 Lê Trung Tuấn tài trợ 70 tỷ VNĐ xây dựng Khu trưng bày tác hại và đào tạo kỹ năng PCMT được xác lập kỷ lục thế giới, Khu trưng bày tác hại và đào tạo kỹ năng phòng chống ma túy do tư nhân đầu tiên thành lập tại khu du lịch Long Việt, thuộc thôn Nghe xã Vân Hòa huyện Ba Vì – Hà Nội.
- Năm 2020: Chỉ đạo tổ chức biên soạn Bộ sách “Kỹ năng phòng chống ma túy” cho 04 đối tượng: Học sinh THCS, THPT, phụ huynh, giáo viên, cản bộ quản lý giáo dục - Bộ Giáo dục và Đào tạo phê duyệt 23/12/2020.
- Từ 2020 cho tới nay: Chỉ đạo Viện PSD phối hợp cùng Bộ Giáo dục và Đào tạo, các địa phương tổ chức các chương trình tuyên truyền phòng chống ma túy tại trường học tại các tỉnh/thành trên cả nước.

### Hoạt động nghiên cứu khoa học
Tiếp tục tình nguyện duy trì và phát triển Viện Nghiên cứu và Ứng dụng Phòng chống ma túy PSD (Viện PSD) trực thuộc Liên hiệp các hội khoa học và kỹ thuật Việt Nam (VUSTA), tiền thân là Trung tâm nghiên cứu Tâm lý người sử dụng ma túy. Viện PSD mang sứ mệnh "Đồng hành cùng Chính phủ Việt Nam trong công tác phòng, chống ma túy".
Hoạt động Viện năm 2018 bao gồm:
- Tiếp tục nghiên cứu phát triển và ứng dụng phương pháp "Chống tái nghiện ma túy bằng liệu pháp tâm lý" (đề tài bảo vệ thành công xuất sắc năm 2016 và được khuyến khích ứng dụng thực tiễn). Giá trị cộng đồng to lớn và lâu dài của phương pháp là cai nghiện thành công với tỉ lệ không tái nghiện đạt trên 60% đã được kiểm chứng. Kết quả này mang lại hi vọng cho toàn xã hội khi ma túy đang ảnh hưởng toàn cầu ở mức hiểm họa. Sự thành công về thực tiễn còn cho thấy đây là giải pháp mang tính đột phá, mở ra hướng đi mới cho toàn bộ công tác phòng chống ma túy của Việt Nam trong tương lai; góp phần đồng hành cùng Chính phủ vì một xã hội không ma túy.
- Nghiên cứu các giải pháp truyền thông phù hợp tình hình mới, đáp ứng nhu cầu thực tế cấp thiết; đặc biệt là truyền thông phòng chống ma túy học đường. Đây là hoạt động khoa học cùng tham gia trực tiếp với các tổ chức hữu quan tử cấp Chính phủ để thực hiện trên tinh thần tình nguyện vì lợi ích cộng đồng, có tính phi lợi nhuận cao.
- Tình nguyện tham gia trực tiếp vào hoạt động tổ chức các chương trình truyền thông và đào tạo tại cộng đồng thông qua đội ngũ chuyên gia của Viện.

### Hoạt động cộng đồng
- Thực hiện nhiệm vụ phối hợp do Phó Thủ tướng – Chủ tịch UBQG giao, Viện PSD và Lê Trung Tuấn đã thực hiện nhiệm vụ tuyên truyền, tập huấn dự phòng nghiện ma túy tại 63 tỉnh, thành trên cả nước từ năm 2013 – 2022 là hơn 500.000 người.
- Tài trợ trực tiếp bằng kinh tế, hiện vật cho những cá nhân có ý chí vươn lên sau vấp ngã, đồng hành cổ vũ họ trên con đường lập nghiệp, hỗ trợ người cùng cảnh với tinh thần tương thân tương ái.
- Từ năm 2013 đến nay đã tình nguyện chi hơn 5 tỷ đồng cho hoạt động in sách Nẻo Về tặng cho học sinh, sinh viên, các học viên đang cai nghiện trong các trung tâm và cộng đồng xã hội.
- Từ 2013 - 2018 đã tự nguyện tài trợ cho các chương trình phòng chống ma túy hơn 180 tỷ đồng, riêng năm 2018 là 70 tỷ.

### Hoạt động doanh nghiệp xã hội
- Những năm qua PSD là một trong các đơn vị tiên phong góp phần thúc đẩy phát triển Doanh nghiệp xã hội tại Việt Nam.
- Với tinh thần thiện nguyện cùng triết lý kinh doanh gắn liền xây dựng cuộc sống bền vững, giải quyết các vấn đề xã hội thay vì lợi nhuận thuần tuý, với cương vị Chủ tịch Hội đồng quản trị tập đoàn doanh nghiệp xã hội PSD và Chủ tịch Hội đồng quản lý Viện nghiên cứu tâm lý người sử dụng ma túy PSD, Lê Trung Tuấn đã chỉ đạo và tạo dựng được hệ thống hàng chục doanh nghiệp. Mục đích chính trong "giải quyết vấn đề xã hội" là đồng hành với các cơ quan ban ngành của Chính phủ trong công tác phòng chống ma túy.
- Có hàng trăm cá nhân là người cai nghiện thành công quay trở lại hỗ trợ hoặc làm việc trực tiếp tại Viện PSD. Có rất nhiều người đang là cán bộ, quản lý tại các doanh nghiệp của PSD Group.
- Hàng năm hệ thống doanh nghiệp của PSD group (đến nay gồm 14 công ty thành viên, hoạt động đa lĩnh vực: du lịch, vận tải, thủy sản, xây dựng, phát triển thương hiệu, văn hóa tâm linh,.) cam kết trích từ 35% - 50% lợi nhuận cho công tác nghiên cứu phương pháp và hoạt động phòng chống ma túy, trong đó có hoạt động tình nguyện vì cộng đồng.
- Tạo công ăn việc làm cho những người sau cai tại chính doanh nghiệp của tập đoàn đồng thời kết hợp với các tổ chức khác nhằm đảm bảo tương lai ổn định và phát triển cuộc sống cho họ, chủ yếu là hỗ trợ vốn, cơ sở sản xuất và kinh nghiệm thị trường.
- Giải quyết các vấn đề an sinh xã hội, môi trường thông qua sự phối hợp với cơ quan hữu quan nhằm bảo về quyền lợi người lao động là đối tượng sau cai, có hoàn cảnh đặc biệt khó khăn...
- Vào năm 2017, PSD đã tổ chức Hội nghị kết nối người cai nghiện ma túy thành công Việt Nam. Hội nghị kết nối người cai nghiện ma túy thành công Việt Nam đã thảo luận, bầu ra 29 đại biểu tiêu biểu là người cai nghiện ma túy thành công tham gia Ban Chấp hành mạng lưới nhiệm kỳ 2017-  2022. (https://vtc.vn/nhung-tam-long-vi-nguoi-nghien-ar428262.html)

## Giải thưởng và thành tựu
- Bằng khen của Bộ trưởng Bộ Lao động thương binh & xã hội, bằng khen của Trung tâm Nghiên cứu Tiềm năng con người.[3]
- Huy hiệu Hồ Chí Minh.
- Liên Minh các tổ chức kỷ lục thế giới, Viện Nghiên cứu các nội dung Kỷ lục thế giới, Tổ chức Kỷ lục Việt nam cấp bằng chứng nhận: Xác lập kỷ lục gia với "Đề tài đầu tiên nghiên cứu tái sử dụng, tái nghiện ở người nghiện ma túy" và trao tặng bằng Tiến sĩ danh dự.
- Bảo vệ xuất sắc đề tài nghiên cứu "Chống tái nghiện ma túy bằng liệu pháp tâm lý" tháng 8/2016.
- Giải thưởng Tình nguyện Quốc gia năm 2018 do Trung ương Đoàn TNCS Hồ Chí Minh, Chương trình Tình nguyện Liên Hợp Quốc tại Việt Nam phối hợp tổ chức, trao tặng cho các tập thể, cá nhân có cống hiến và thành tích xuất sắc trong công tác tình nguyện vì cuộc sống cộng đồng, đóng góp thiết thực vào sự nghiệp xây dựng và bảo vệ Tổ quốc.
- Kết hợp với các Bộ, ban ngành thực hiện lâu dài các chương trình truyền thông phòng chống ma túy học đường và cộng đồng.
- Tiếp tục nhận được sự ủng hộ của Chính phủ, các Bộ, cơ quan hữu quan, Báo chí và các tầng lớp nhân dân để phát triển phương pháp chống tái nghiện ma túy mang tính bền vững.
- Được khuyến khích nhân rộng mô hình chương trình truyền thông nâng cao kiến thức, kỹ năng phòng chống ma túy phù hợp từng đối tượng.
- Được khuyến khích phối kết hợp với các tổ chức trong và ngoài nước để đào tạo các chuyên gia trong lĩnh vực giáo dục, tư vấn, trị liệu tâm lý trong lĩnh vực phòng chống ma túy.
- Chỉ đạo tổ chức biên soạn Bộ sách “Kỹ năng phòng chống ma túy” cho 04 đối tượng: Học sinh THCS, THPT, phụ huynh, giáo viên, cản bộ quản lý giáo dục - Bộ Giáo dục và Đào tạo phê duyệt 23/12/2020.